# Erica Vaal
Erica Vaal Roberts (Viena, Áustria, 1927 - Staatz, Áustria, 17 de outubro de 2013), foi uma apresentadora, atriz, escritora e fotografa austríaca. Foi a apresentadora do Festival Eurovisão da Canção 1967.